# Romanització a Bascònia i Aquitània
La romanització a Bascònia i Aquitània està succintament descrita en els textos dels historiadors romans, com Ptolemeu, Plini el Vell, Titus Livi, Estrabó o el mateix Juli Cèsar. Algunes troballes arqueològiques han permès completar-ne les dades.

## Primers contactes
El contacte entre els vascons i els romans és anterior a l'arribada d'aquests últims a territori vascó, ja que sabem que mercenaris vascons van lluitar al costat d'Hanníbal en la Segona Guerra Púnica, i quedà reflectit en diversos versos, que al seu torn narren diferents batalles, del poema Punica de Sili Itàlic; entre altres:
«Ni els ceretans, antany campament de l'heroi de Tirint, o el vascó, no acostumat al casc, es van demorar a prendre les armes».
«I quan Cató, oblidant-se de la seua primera edat, plena la seua ment d'ardor guerrer, trava combat, es llança contra els enemics i arrabassa de les mortíferes armes el jove, a qui assetjaven l'àgil vascó i el càntabre amb una pluja de fletxes».
Igualment quan Àsdrubal Barca acudeix en auxili del seu germà, amb la finalitat d'enganyar els romans, ho fa a través del país dels vascons i continua pel sud de la Gàl·lia, reclutant noves tropes entre els pobladors.
És possible, o almenys així ho consideren alguns historiadors, que aquest coneixement del poder militar de Roma fes que, quan els romans van arribar a territori vascó, aquests últims decidiren col·laborar amb ells en lloc d'enfrontar-se als seus exèrcits. A conseqüència d'això, i a manera de recompensa per aquesta col·laboració, probablement els romans lliuraren als vascons algunes ciutats que havien conquistat a altres pobles.[cita 
Segons Titus Livi, en el 194 ae, el cònsol Cató el Vell pren Jaca mitjançant una treta. Posteriorment, al 188 ae, el pretor Publi Corneli Escipió Nasica venç els celtibers prop de Calahorra. I ja en el 178 ae és quan es considera que s'inicia la romanització basca amb la fundació de Gracurris (actual Alfaro) per part de Semproni Grac sobre les restes d'Ilurcis.
La làpida de Gai Mocconi Ver, redescoberta als soterranis del Museu del Louvre, testifica que, al segle I o II de, la submissió de les tribus vascones i vàrdules a l'imperi era ja absoluta, i aquestes formaven part dels censos dels qüestors civils romans.

## Antics pobladors dels actuals País Basc, Rioja i Navarra

Distribució de les diferents tribus segons Ptolemeu

Ptolemeu ens parla de l'existència de diverses tribus en aquests territoris: autrígons, caristis, vàrduls, berons, vascons i aquitans.

### Autrígons
Els autrígons, els més occidentals de tots, no van ser esmentats per Estrabó. Altres historiadors romans com Pomponi Mela i Plini el Vell els situen a l'interior, a la zona nord de l'actual Burgos (Briviesca); Plini el Vell, al voltant de l'any 77, citava: "entre les deu ciutats dels autrígons hi ha Tricio (Tritium Autrigonum) i Virovesca (Briviesca) com a capital dels autrígons".
Ptolemeu els situa limitant amb càntabres a l'oest i turmogus al sud, amb caristis i berons a l'est i, segons aquesta distribució, s'estendrien entre el riu Asón i el Nervión. La seua ciutat principal era Uirovesca (Briviesca). D'altres n'eren Tricio, a la Rioja; Deóbriga (Miranda d'Ebre) i a la costa Flaviobriga (Castro Urdiales, encara que Plini assigna aquesta ciutat als vàrduls), l'última colònia fundada pels romans a la pensínsula. Altres assentaments n'eren Osma de Valdegovia, Poza de la Sal i és possible que en la desembocadura del riu Nerua (Nervión) tingueren un port, ja que s'han trobat monedes romanes en la barra de Portugalete i a Bilbao. Flor i Orosi expliquen que sovint eren atacats pels càntabres, per la qual cosa possiblement col·laboraren amb August en les guerres càntabres i com a premi obtindrien el domini de nous territoris en la cornisa cantàbrica i quasi arribaren al riu Deva.
Es discuteix si estaven emparentats amb càntabres, celtibers o vascons. Allò primer és dubtós, ja que fou l'atac de càntabres contra autrígons i turmòdigs allò que iniciaria la guerra romanocàntabra. El fet que algunes de les seues ciutats tinguen la terminació briga sembla indicar-ne un origen cèltic.

### Caristis
Els caristis no són esmentats per Estrabó, ni per Pomponi Mela, però sí per Plini, que els anomena Carietes i els situa a la zona sud de l'actual Euskadi.
Claudi Ptolemeu els situa entre el riu Deva, a la província de Guipúscoa i el que actualment és Bilbao, i arriba pel sud fins a l'Ebre. El seu territori limitava amb els dels vàrduls i el dels autrígons. Les seues ciutats eren Tullica (potser Tuyo a la riba del Zadorra), Suessatio (que podria ser l'actual Zuazo) i Veleia (que podria ser l'actual Iruña-Veleia), les dues darreres es trobaven a la calçada romana de Bordeus a Astorga.
També en aquest cas es discuteix si estaven emparentats amb càntabres, celtibers o vascons. Si els polèmics descobriments (sobre els quals alguns experts discrepen) que es feren en la primavera de 2006 en l'oppidum romà d'Iruña-Veleia (Àlaba) (inscripcions de temàtica religiosa en basc corresponents als segles del III al VI) correspongueren al segle iii o IV, reforçarien la hipòtesi que a la zona dels caristis es parlava basc.

### Vàrduls
Els vàrduls són esmentats per Estrabó, que els anomena Bardyétai i els situa a la costa, entre càntabres i vascons; Pomponi Mela i Plini també, i diu Plini que Portus Ammanus (la romana Flaviobriga, l'actual Castro Urdiales, d'on li vindria el nom actual, derivat de Castrum Vardulies) era una de les seues ciutats. Ptolemeu els localitza en l'actual Guipúscoa. Segons ell, limitaven amb caristis o càntabres a l'oest, vascons a l'est i berons al sud; a la costa arribaven fins al promontori dels Pirineus, a excepció d'Oiasso (Irun), que era la sortida dels vascons al mar, mentre que a l'interior les seues fronteres eren més confuses. Ptolemeu ens parla de diverses ciutats que encara no s'han localitzat: Menosca, a la costa, i Gebala, Trutium Tubicorum, Thabuca, Alba i Tullonium, a l'interior. Les restes trobades al seu territori són escasses, algunes a Donosti, Zarauz i Azcoitia, o el castro celta d'Inchur, les muralles del qual van ser excavades el 1957 per Miguel de Barandiaran, que en feu una datació aproximada del segle IV ae, i són situades a Balda. Sabem, a més, que van explotar les mines de les Penyes d'Aya.

### Berons
Els berons eren d'origen cèltic o celtiber i s'assentaren a partir del segle II ae a la zona de l'actual Rioja. Les cites clàssiques es refereixen a la seua presència al segle I ae ja com a comunitat estable (Estrabó) i enfrontats a Sertori (Titus Livi), que els va véncer. Com a grup desenvoluparen una cultura transhumant des del segle IV ae fins a la seua ubicació definitiva.
Els seus límits geogràfics d'expansió coincideixen amb la serra de Cantàbria al nord (i més o menys penetració en aquesta zona segons fonts), al costat dels vascons per l'est, prop de l'actual Calahorra, amb el riu Tirón per l'oest i la serra de la Demanda i pel sud amb el nord de l'actual província de Sòria.
Els principals assentaments n'eren Vareia (capital de facto situada als voltants de Logronyo), Líbia (actual Herramélluri o Leiva), Tritium (actual Tricio) i Bilibium (després Bilibio), al costat de Conchas de Haro, on se separen les províncies de Burgos, Àlaba i La Rioja.
És possible que ciutats com Gracurris i Calagurris, després de ser vençudes pels romans, les lliuraren als vascons per la seua col·laboració, i això mateix es faria amb la resta del seu territori.

### Vascons
Els vascons foren els primers a tenir contacte amb els romans. Ocupaven un territori similar a Navarra, però ampliat amb terres aragoneses, com la vall superior del riu Aragó i la comarca compresa entre Sos del Rei Catòlic i Alagó passant per Eixea fins a la rodalia de Saragossa, i pel sud amb la vall de l'Ebre. En aquesta zona s'han trobat moltes restes arqueològiques de l'època. Les seues ciutats més importants van ser Pompaelo (Pamplona), Gracurris (Alfaro), Cascantum (Cascante) i sobretot Calagurris (Calahorra), que va arribar a tenir la condició de municipium civium Romanorum, i esdevingué la ciutat vascona estatutàriament més important, rang que li va ser concedit per Octavi, potser com a premi per la seua guàrdia personal després de la victòria sobre Marc Antoni i Cleòpatra a Actium (31 ae).
El territori vascó estava dividit en saltus (boscs) i ager (camp). Saltus Vasconum es denominava el nord del territori vascó, entre Pamplona i els Pirineus i incloïa el nord de Navarra, part de Guipúscoa i part d'Aragó. Aquesta zona va ser usada com a territori fuster i de caça, i sobretot per a l'explotació de mines (Triano i Arditurri) i pedreres; les restes trobades hi són més escasses, però a poc a poc van apareixent-ne més. L'Ager Vasconum, entre Pamplona i el riu Ebre, superant-lo lleugerament pel sud, incloïa la meitat meridional de Navarra, part de La Rioja, el nord de Burgos i el sud-oest d'Aragó, i aquesta era la regió amb més assentaments i més explotació agrícola.

### Aquitans
Els aquitans ocupaven el territori francès al nord dels Pirineus. Foren el darrer de tots aquests pobles a ser dominat pels romans. Per impedir que els aquitans ajudaren els gals, contra els quals estaven lluitant en aquest moment, Cèsar envià el seu lloctinent Publi Licini Cras a conquistar Aquitània en el 56 ae, atacant-los per sorpresa amb deu cohorts legionàries i nombrosa cavalleria; venceren als sociates (sembla que n'era la tribu més poderosa) acabdillats per Adiatuà. Poc després es produeix la primera notícia d'unió entre tribus de tots dos costats dels Pirineus, en iniciar-se una revolta comuna contra Roma, propiciada per diversos pobles aquitans que busquen ajut a l'altre costat dels Pirineus entre els qui havien lluitat al costat de Sertori i coneixien les tàctiques militars romanes. Malgrat això, són derrotats en una batalla campal aquest any. Aquitània comprenia, segons Juli Cèsar: «des del riu Garona fins als Pirineus, i fins a la part de l'oceà que és cap a Hispània; s'orienta entre l'ocàs del sol i el nord». Després, August annexiona a Aquitània els pobles situats entre el Loira i el Garona, i se'n constitueix la denominada "Novempopulonia".

## Guerres sertorianes
El territori vascó es veu profundament implicat en les guerres sertorianes. Sertori es trasllada l'any 77 ae a la vall de l'Ebre i instal·la la seua caserna a Osca, per controlar d'aquesta manera l'eix Ilerda-Osca-Calagurris. Aquest mateix any, travessant el pas de Pertús hi arriba Cneu Pompeu, enviat per Roma, que aconsegueix la simpatia de molts vascons, sobretot a la zona de l'Ebre. Això fa que algunes ciutats properes prenguen partits diferents: mentre Calagurris es manté fidel a Sertori, Gracurris aposta per Roma, i la zona de l'Ebre és la més convulsionada pels enfrontaments entre els dos bàndols. Precisament en l'hivern del 75 ae, Pompeu –buscant refugi en territori vascó per passar l'hivern i reabastir les tropes i les arques– crea la ciutat de Pompaelo (Pamplona). Apià i Flor ens diuen que l'any 74 ae Sertori va matar tres mil soldats de les tropes de Metel i Pompeu que assetjaven Calahorra, i l'alliberà del setge. Un any després tornen a assetjar Calagurris, però Sertori no pot acudir a ajudar-la perquè havia estat assassinat a traïció a Osca el 72 ae; Calagurris fou la darrera plaça fidel a l'ideal de Sertori. El seu setge, posat per Afrià, general de Pompeu, va durar fins al 67 ae i va fer que els seus habitants s'hagueren de menjar els cadàvers. Aquest fet es va estendre a la literatura, i en parlen Gai Sal·lusti, Flor i Valeri Màxim (que diu que «com no els quedava cap altre animal a la ciutat, van convertir en nefand menjar les seues dones i fills; i perquè la joventut en armes poguera alimentar-se les entranyes amb les dels seus, no dubtaren a posar en sal les sinistres restes dels cadàvers»), Juvenal i Orosi.

## Camins
Cinc dels trenta-quatre camins de l'itinerari d'Antoní passaven per territori vascó, i el més important n'és el XXXIV, que unia Artúrica (Astorga) amb Burdigalia (Bordeus) passant per Velegia i Pompaelo. La zona compresa entre aquesta ruta i la XXXII, que passava per Calagurris, degué tenir nombrosos assentaments menors, segons la quantitat de vestigis apareguts a la zona.

## Presència d'aquestes tribus en l'exèrcit romà
Es té constància de la presència de vascons en l'exèrcit romà almenys d'ençà el segle I ae, tant en cohorts com en legions i pretorians. La Cohors II Vasconum Civium Romanorum estigué destinada a Germania: Tàcit ens narra que la seua valerosa intervenció l'any 70 de va salvar la compromesa situació en què es trobava el llegat Vócula, acampat prop de Novesio (hui Neuss, Baix Rin), que fou atacat pels rebels durant les revoltes de l'imperi del 69 de. Aquesta cohort fou després destinada a Britànnia i l'any 156 a la Mauritània Tingitana.
També se sap de l'existència de cohorts de vàrduls; la I Fida Vardullorum equitania va estar destinada a Britannia almenys entre els segles I i III de. Que aquesta tinguera el cardinal I fa suposar-ne l'existència de més; hi ha diplomes i inscripcions que així ho testifiquen: una en època de Trajà que la denomina I Fida Vardullorum Civium Romanorum, la qual cosa indica que els seus integrants se'ls guardonà amb la ciutadania romana.
El pretor Casius Longinus tenia la seua guàrdia personal formada per berons, que li salvaren la vida en un intent d'apunyalament al 48 ae. August la va tenir formada per vascons calagurritans, llicenciats després de véncer Marc Antoni. El costum de guàrdies personals formades per ibèrics era molt comú entre els generals, a causa de la fidae i devotio envers el seu cap.

## Restes arqueològiques romanes
A la rodalia d'Iruña d'Oca, s'han efectuat excavacions en l'antiga població romana de Veleia.

### Guipúscoa
A Irun hi ha un important jaciment arqueològic romà.

### Biscaia
A Forua hi ha restes d'un poblat romà, i d'un castell també, que disposava d'un port fluvial.

### La Rioja
L'antiga ciutat de Calagurris va tenir un paper destacat durant les guerres sertorianes. Testimonis del passat romà de La Rioja es conserven al Museu de la Romanització de Calahorra.